# Александар Луковић
Александар Луковић (Краљево, 23. октобар 1982) бивши је српски фудбалер и државни репрезентативац, a садашњи фудбалски тренер. Тренутно је тренер екипе Раднички 1923.
Након почетака у краљевачкој Слоги, афирмацију стиче као играч Црвене звезде, са којом је у два мандата освојио по две титуле првака државе и два купа. Играо је и у Италији, кратко за Асколи а затим за Удинезе, као и у Русији за Зенит из Санкт Петербурга, са којим је освојио две титуле првака државе. Играчку каријеру је завршио 2017. године.
За сениорску репрезентацију Србије је одиграо 28 утакмица. Био је учесник Светског првенства 2010. у Јужној Африци.

## Каријера

### Црвена звезда
Каријеру је почео у Слоги из Краљева, одакле је прешао у Црвену звезду. За Звезду је дебитовао 17. новембра 2001. године на првенственом мечу у Земуну (2:0) код тренера Зорана Филиповића. У сезони 2001/02. је одиграо шест првенствених сусрета уз још један наступ у освајању купа, у четвртфиналу против Радничког из Обреновца (1:0).
У наредној 2002/03. сезони је забележио седам наступа у свим такмичењима а дебитовао је и у међународним утакмицама, када је у 66. минуту на гостовању казахстанском Каирату (2:0) у Купу УЕФА заменио Немању Видића. Повратком Славољуба Муслина на место тренера, Луковић је заједно са још неколико млађих саиграча прослеђен на позајмицу у Јединство са Уба.
У Звезду се врло брзо вратио и заузео место у дефанзивној линији. Постао је стандардан првотимац, играо у квалификацијама за Лигу шампиона и у Купу УЕФА. Забележио је укупно 35 мечева у сезони 2004/05, али је Звезда остала без трофеја. Слаби резултати у европским утакмицама против ПСВ-а, Зенита, али и пораз у финалу Купа СЦГ од Железника обележили су ову сезону београдских црвено-белих.
Под вођством италијанског тренера Валтера Зенге, Црвена звезда је у сезони 2005/06. освојила дуплу круну, уз изборен пласман у групну фазу Купа УЕФА. Луковић је у традиционалној анкети Вечерњих новости изабран у идеални тим лиге за 2005. годину а био је и други у избору за најбољег фудбалера првенства, иза саиграча Николе Жигића. У Купу УЕФА је одиграо свих осам мечева. У првенству је на 27 утакмица постигао три гола, сва три са једанаестерца. Сигуран извођач са „беле тачке” је био у 125. вечитом дербију против Партизана (2:0), као и на гостовањима Будућности у Банатском Двору (3:0) и Обилићу на Врачару (3:2). У освајању купа је на два меча такође једном из пенала био стрелац и то у четвртфиналу против Смедерева (2:0).

### Удинезе
Током лета 2006. је потписао петогодишњи уговор са Удинезеом. Одмах је прослеђен на позајмицу у Асколи, у чијем дресу је наступао током првог дела сезоне 2006/07. Током зимске паузе се враћа у Удинезе, и већ 27. јануара 2007. дебитује на утакмици Серије А против Торина. Од сезоне 2007/08. је постао стандардан првотимац у екипи Удинезеа. За три и по године, колико је провео у клубу, одиграо је укупно 97 првенствених утакмица.

### Зенит
У јулу 2010. године је потписао четворогодишњи уговор са Зенитом из Санкт Петербурга. Већ у својој првој сезони у Зениту осваја титулу првака Русије. Другу титулу првака са тимом из Санкт Петербурга осваја у сезони 2011/12. Поред тога има и један освојен Суперкуп Русије (2011).

### Повратак у Звезду
Луковић се заједно са кумом Душаном Анђелковићем вратио у Црвену звезду 29. децембра 2014. године. Недуго по доласку му је додељена и капитенска трака, одлуком тадашњег тренера Ненада Лалатовића. Међутим, Луковић се током припрема повредио, па је пропустио цео пролећни део 2014/15. сезоне.
Пропустио је и почетак сезоне 2015/16, код новог тренера Миодрага Божовића. Коначно је заиграо за Звезду 23. августа 2015, у 7. колу Суперлиге Србије, када је на Маракани гостовао Јавор. Луковић је ушао на терен у завршници меча уместо Саве Павићевића. У освајању шампионске титуле у сезони 2015/16, Луковић је забележио 28 првенствених наступа. Као капитен је подигао пехар намењен прваку државе у последњем колу сезоне, када је у Београду гостовао Раднички из Ниша.
У Црвеној звезди је провео и 2016/17. сезону, у којој је клуб остао без трофеја. Напустио је клуб по истеку уговора у јуну 2017. године. Наредног месеца је објавио је да завршава играчку каријеру.

## Репрезентација
За сениорску репрезентацију Србије је одиграо 28 утакмица. Дебитовао је 15. августа 2005. у Кијеву на пријатељској утакмици против Пољске (2:3). Био је учесник Светског првенства 2010. у Јужној Африци. Играо је на две утакмице Мундијала, у поразима од Гане и Аустралије.
У марту 2011. обавестио је челнике Фудбалског савеза Србије и селектора репрезентације Србије Владимира Петровића да га до краја године не позива у репрезентацију, а као разлог навео је жељу да се озбиљно посвети обавезама у клубу. Ипак, ово није био и званичан опроштај од дреса “орлова”, пошто је за репрезентацију Србије наступио још једном – 5. јуна 2012. на пријатељском мечу са Шведском (1:2) у Стокхолму, током селекторског мандата Синише Михајловића.

## Статистика

### Клупска
Извор:
| Клуб                     | Сезона            | Лига    | Лига   | Куп     | Куп    | Европа  | Европа | Остало  | Остало | Укупно  | Укупно |
| Клуб                     | Сезона            | Наступа | Голова | Наступа | Голова | Наступа | Голова | Наступа | Голова | Наступа | Голова |
| ------------------------ | ----------------- | ------- | ------ | ------- | ------ | ------- | ------ | ------- | ------ | ------- | ------ |
| Слога Краљево            | 1998/99.          | 10      | 1      | ?       | ?      | 0       | 0      | 0       | 0      | 21      | 3      |
| Слога Краљево            | 1999/00.          | 11      | 1      | ?       | ?      | 0       | 0      | 0       | 0      | 11      | 1      |
| Слога Краљево            | 2000/01.          | 19      | 1      | ?       | ?      | 0       | 0      | 0       | 0      | 19      | 1      |
| Слога Краљево            | 2001/02.          | 15      | 3      | ?       | ?      | 0       | 0      | 0       | 0      | 15      | 3      |
| Слога Краљево            | Укупно.           | 55      | 6      | ?       | ?      | 0       | 0      | 0       | 0      | 55      | 6      |
| Црвена звезда            | 2001/02.          | 6       | 0      | ?       | ?      | 0       | 0      | 0       | 0      | 6       | 0      |
| Црвена звезда            | 2002/03.          | 6       | 0      | ?       | ?      | 1       | 0      | 0       | 0      | 7       | 0      |
| Јединство Уб (позајмица) | 2003/04.          | 23      | 2      | ?       | ?      | 0       | 0      | 0       | 0      | 23      | 2      |
| Црвена звезда            | 2004/05.          | 25      | 0      | ?       | ?      | 5       | 0      | 0       | 0      | 30      | 0      |
| Црвена звезда            | 2005/06.          | 27      | 3      | ?       | ?      | 8       | 0      | 0       | 0      | 35      | 3      |
| Црвена звезда            | Укупно            | 64      | 3      | ?       | ?      | 14      | 0      | 0       | 0      | 78      | 3      |
| Асколи                   | 2006/07.          | 10      | 0      | 2       | 0      | 0       | 0      | 0       | 0      | 12      | 0      |
| Асколи                   | Укупно            | 10      | 0      | 2       | 0      | 0       | 0      | 0       | 0      | 12      | 0      |
| Удинезе                  | 2006/07.          | 5       | 0      | 0       | 0      | 0       | 0      | 0       | 0      | 5       | 0      |
| Удинезе                  | 2007/08.          | 32      | 0      | 4       | 0      | 0       | 0      | 0       | 0      | 36      | 0      |
| Удинезе                  | 2008/09.          | 27      | 0      | 1       | 0      | 7       | 0      | 0       | 0      | 35      | 0      |
| Удинезе                  | 2009/10.          | 33      | 0      | 2       | 0      | 0       | 0      | 0       | 0      | 35      | 0      |
| Удинезе                  | Укупно            | 97      | 0      | 7       | 0      | 7       | 0      | 0       | 0      | 111     | 0      |
| Зенит                    | 2010.             | 11      | 0      | 2       | 0      | 9       | 0      | 0       | 0      | 22      | 0      |
| Зенит                    | 2011/12.          | 19      | 1      | 1       | 0      | 0       | 0      | 1       | 0      | 21      | 1      |
| Зенит                    | 2012/13.          | 9       | 0      | 2       | 0      | 1       | 0      | 1       | 0      | 13      | 0      |
| Зенит                    | 2013/14.          | 1       | 0      | 0       | 0      | 1       | 0      | 1       | 1      | 3       | 0      |
| Зенит                    | Укупно            | 40      | 1      | 5       | 0      | 11      | 0      | 3       | 0      | 59      | 1      |
| Црвена звезда            | 2014/15.          | 0       | 0      | 0       | 0      | 0       | 0      | 0       | 0      | 0       | 0      |
| Црвена звезда            | 2015/16.          | 28      | 1      | 2       | 0      | 0       | 0      | 0       | 0      | 30      | 1      |
| Црвена звезда            | 2016/17.          | 28      | 5      | 4       | 2      | 1       | 0      | 0       | 0      | 33      | 7      |
| Црвена звезда            | Укупно            | 56      | 6      | 6       | 2      | 1       | 0      | 0       | 0      | 63      | 8      |
| Укупно у каријери        | Укупно у каријери | 373     | 20     | 20      | 2      | 33      | 0      | 3       | 0      | 429     | 22     |

### Репрезентативна
Извор:
| Србија | Србија  | Србија |
| Година | Наступи | Голови |
| ------ | ------- | ------ |
| 2005.  | 5       | 0      |
| 2006.  | 3       | 0      |
| 2007.  | 0       | 0      |
| 2008.  | 3       | 0      |
| 2009.  | 7       | 0      |
| 2010.  | 9       | 0      |
| 2011.  | 0       | 0      |
| 2012.  | 1       | 0      |
| Укупно | 28      | 0      |

## Успеси

### Клупски
Црвена звезда
- Прва лига Србије и Црне Горе : 2005/06.
- Суперлига Србије : 2015/16.
- Куп СР Југославије : 2001/02.
- Куп Србије и Црне Горе : 2005/06.

Зенит Санкт Петербург
- Премијер лига Русије : 2010, 2011/12.
- Суперкуп Русије : 2011.

### Појединачни
- Тим сезоне Суперлиге Србије : 2015/16.[25]